# Philippe Mabboux
Philippe Mabboux (* 26. Juni 1957 in Marseille) ist ein französischer Organist und Komponist.
Mabboux absolvierte ein wissenschaftliches Studium und studierte dann am Konservatorium und an der Université des Lettres in Aix-en-Provence bei Pierre Villette Komposition und Theorie, bei André Boucourechliev Musikanalyse, bei Marcel Frémiot elektroakustische Musik und bei Jean Costa und René Saorgin Orgel. Er wirkt als Organist und Dirigent und unterrichtet am Collège de l’Estérel in Saint-Raphaël. Daneben betreibt er ein eigenes elektroakustisches Aufnahmestudio.
Mabboux komponierte Ballette und andere Orchesterwerke, Chormusik, Kammermusik, Orgel- und Klavierstücke, Werke für elektroakustische Instrumente und Lieder.

## Werke
- Cativo, Malino et le Mystérieux Biface, Schauspielmusik, 1982
- Il était 2 fois Lilli, Schauspielmusik, 1984
- Zoom, Ballett, 1985
- Poussières d’étoile, Chansons, 1986
- Imposé ruban, Ballett, 1987
- Imposé massue, Ballett, 1987
- Start-Life, 1987
- Sorcière, sorcière!!!, Schauspielmusik, 1987
- Les sortilèges d’Ilia, Schauspielmusik, 1987
- Air Libre, Ballett, 1988
- Tu t’en vas, Ballett, 1988
- Au nom de la liberté für Chor und Orchester, 1989
- Le blues du vacancier für Chor, 1990
- Ilia... für Harfe, 1990
- Happy rock, Ballett, 1991
- Allemande, Ballett, 1999
- Farandole du Directoire, Ballett, 1999
- Finale, Ballett, 1999
- La Monaco du Directoire, Ballett,  1999
- Pantalon, Ballett, 1999
- Polonaise, Ballett, 1999
- Poule, Ballett, 1999
- Valse Wilson, Ballett, 1999
- Il y a 2000 ans, Jésus de Nazareth... für Chor und Orchester, 2000
- Triptyque pour Trompette, 2000